# Trapania dalva
Trapania dalva är en snäckart som beskrevs av Ev. Marcus 1972. Trapania dalva ingår i släktet Trapania och familjen Goniodorididae. Inga underarter finns listade i Catalogue of Life.